# Mördartomaterna anfaller
Mördartomaterna anfaller är en amerikansk film från 1978

## Handling
Illasinnade muterade mördartomater slår till mot Amerika för att ta över världen. Bara en sak kan stoppa dem. Ett topphemligt CIA-team bestående av:
- Mason Dixon
- Lt. Finnletter - en fanatisk fallskärmsoldat
- Sam Smith - afroamerikansk förklädnadsexpert
- Gretta - rysk olympisk mästare.
- En kille i dykarutrustning

Kan de stoppa de elaka grönsakerna innan de har tagit över världen?

## Om filmen
Filmen är inspelad i San Diego och hade världspremiär i USA i oktober 1978.
Helikopterkraschen i filmen var ett misstag som förbrukade mer än halva filmens budget. Meningen var att helikoptern skulle landa på tomatfältet i bakgrunden, men nära marken förlorade piloten kontrollen och helikoptern kraschade och fattade eld. Piloten undkom utan livshotande skador.

## Rollista (i urval)
- David Miller - Mason Dixon
- George Wilson - Jim Richardson
- J. Stephen Peace - Wilbur Finletter
- Gary Smith - Sam Smith
- Benita Barton - Gretta Attenbaum

## Musik i filmen
- Theme from Attack of the Killer Tomatoes, text och musik John De Bello
- Puberty Love, musik Paul Sundfor och Gordon Goodwin, text Costa Dillon, John De Bello och J. Steve Peace
- The Mindmaker Song', musik Paul Sundfor och Gordon Goodwin, text Costa Dillon, John De Bello och Steve Peace
- Tomato Stomp, musik Paul Sundfor och Gordon Goodwin, text Costa Dillon, John De Bello och Steve Peace
- Love Theme from Attack of the Killer Tomatoes, musik Paul Sundfor och Gordon Goodwin, text Costa Dillon, John De Bello och Steve Peace